# Keith Spurgeon
Keith Matthew Spurgeon (Borehamwood, 29 augustus 1932 – december 1984) was een Engels voetbaltrainer.
Als speler kwam Spurgeon uit voor de Londense club Tottenham Hotspur FC, maar een knieblessure op 21-jarige leeftijd maakte een einde aan zijn loopbaan als speler. In het seizoen 1961/1962 werd hij als 28-jarige coach van AFC Ajax. Hij volgde zijn landgenoot Vic Buckingham op. Door zijn jonge leeftijd had hij weinig overwicht over het elftal en bleef zijn optreden in Amsterdam beperkt tot één seizoen. Met Ajax won hij de International Football Cup 1961/62.
Na Ajax werd hij coach van Blauw-Wit en vervolgens AGOVV. Van 1967 tot 1968 was hij bondscoach van Libië. Vervolgens werd hij in de Verenigde Staten coach van Dallas Tornado. Later was hij actief in Zweden bij AIK (1975) en Landskrona BoIS. Als coach was hij daarnaast onder meer actief in Nigeria en België.
Zijn zoon Kevin werd een professionele golfer.

## Carrière
Speler
- 0000–1951: Tottenham Hotspur
- 1953–1953: Margate (Kent League)
- 1953–1955: Leytonstone (Isthmian League)
- 1955–1956: Margate
- 1956–1957: Folkestone (Kent League)
- 1957–1960: Herne Bay (Kent League)
- 1960–1960: Snowdown Colliery Welfare (Aetolian League)
- 1960–1961: Clapton (Isthmian League)

Trainer
- 1961–1962: Ajax
- 1962–1963: Blauw-Wit
- 1963–1964: Heracles
- 1964–1966: Blauw-Wit
- 1966–1967: AGOVV
- 1967–1968: Libië
- 1968: 00000Dallas Tornado
- 1969–1970: KV Mechelen
- 1970: 00000Lierse SK
- 1975: 00000AIK Solna
- 1977–1978: APOEL Nicosia
- 1977–1978: Landskrona BoIS
- 1981: 00000IFK Luleå

## Erelijst
Ajax
- KNVB beker: 1960/61
- International Football Cup: 1961/62

 APOEL Nicosia
- Beker van Cyprus: 1977/78